# لاران
لاران روستایی در بخش مرکزی شهرستان دلیجان استان مرکزی ایران است.

## جمعیت
بر پایه سرشماری عمومی نفوس و مسکن در سال ۱۳۹۵ جمعیت این روستا ۱۴۳ نفر (۵۳خانوار) بوده‌است.